# Oberstraße 4 (Harzgerode)

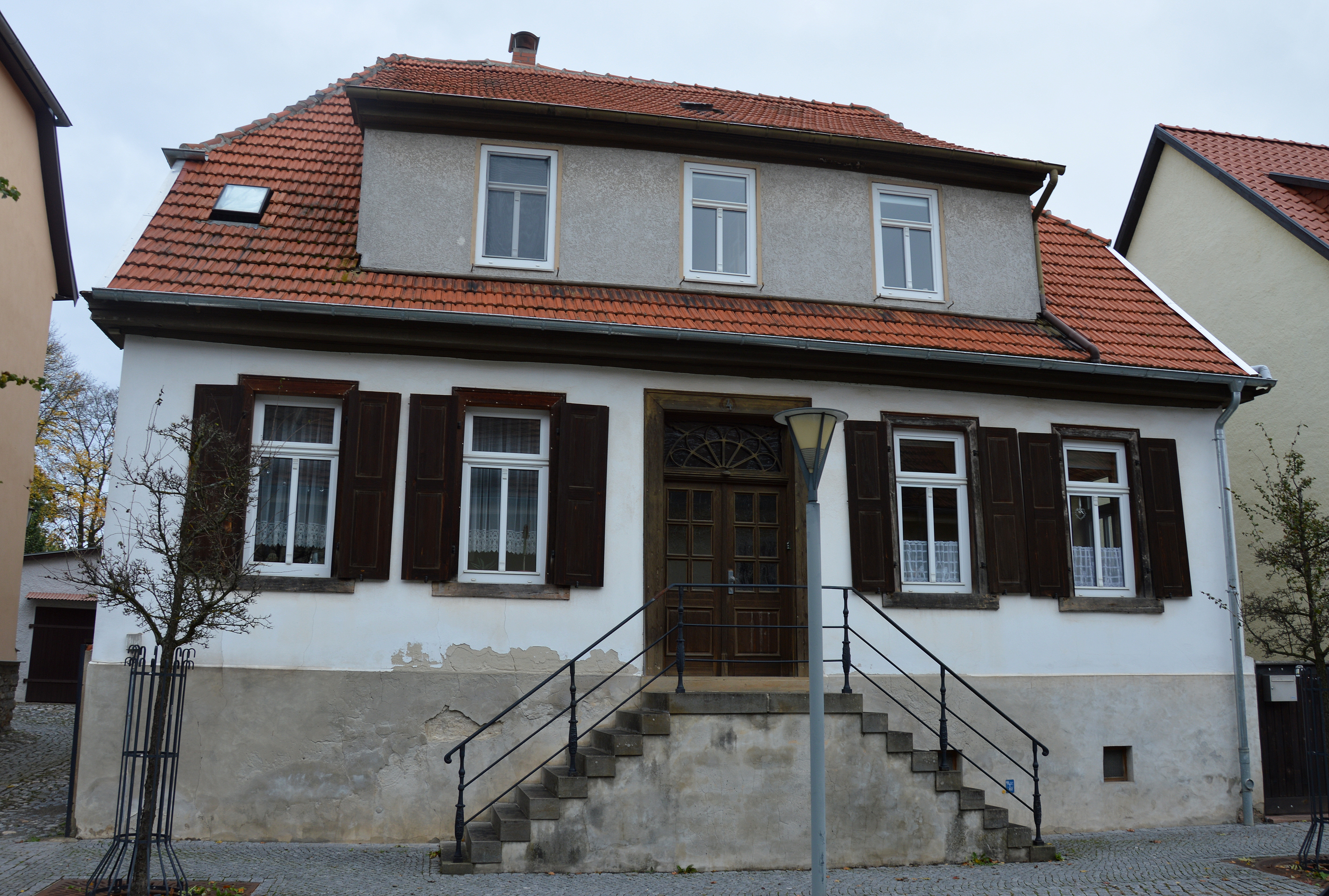
Oberstraße 4

Das Haus Oberstraße 4 ist ein denkmalgeschütztes Wohnhaus in der Stadt Harzgerode in Sachsen-Anhalt im Harz.
Es befindet sich auf der Nordseite der Oberstraße in der Altstadt von Harzgerode.
Das eingeschossige Gebäude steht auf einem erhöhten Sockel und wurde Anfang des 19. Jahrhunderts, nach dem Stadtbrand des Jahres 1817 errichtet. Es ist im Stil des Klassizismus gestaltet und verfügt über fünf Achsen, wobei in der mittleren Achse die Hauseingangstür angeordnet ist. Der Eingang ist über eine zweiläufige mit einer Brüstung aus Kunstguss versehenen Freitreppe erreichbar. Die Eingangstür ist noch original erhalten und verfügt über ein halbradförmiges Oberlicht.
Im örtlichen Denkmalverzeichnis ist das Gebäude unter der Erfassungsnummer 094 84761 als Wohnhaus verzeichnet.